# Relações entre Myanmar e Vietnã
As relações entre Myanmar e Vietnã referem-se ao relacionamento histórico e atual entre as duas nações. Ambos são membros da Associação de Nações do Sudeste Asiático e estão engajados no relacionamento entre os dois países. Myanmar tem uma embaixada em Hanói e um consulado geral na Cidade de Ho Chi Minh, enquanto o Vietnã mantém sua embaixada em Rangum.

## História
Em 1462, o imperador vietnamita Lê Thánh Tông, enquanto acampava na atual fronteira entre o Laos e a Birmânia, enviou uma carta de boas-vindas ao rei de Ava, na região central do Myanmar.
A primeira embaixada birmanesa no Vietnã foi entre 1822 e 1823, liderada por George Gibson, filho de um mercenário inglês, que chegou a Saigon. O rei birmanês na época era Bagyidaw. Ele estava muito interessado em conquistar a Tailândia e esperava que o Vietnã pudesse ser um aliado útil. Na época, o Vietnã havia acabado de anexar o Camboja. O imperador vietnamita era Minh Mạng, que acabara de assumir o trono após a morte de seu pai, o fundador da dinastia Nguyen, Gia Long. Uma delegação comercial do Vietnã esteve na Birmânia, ansiosa para expandir o comércio de ninhos de pássaros. No entanto, o interesse de Bagyidaw em enviar uma missão de retorno era garantir uma aliança militar.
No final do século XIX, ambos se tornaram colônias do Império Britânico e da Império Colonial Francês.

## Relações modernas
Desde a reforma econômica vietnamita em 1986, eles se concentram na industrialização como uma condição para o comunismo, enquanto a Birmânia (que mais tarde se tornou Myanmar) sofreu um retrocesso econômico significativo após o fracasso da Revolta do dia 8888. O Conselho de Estado para a Paz e Desenvolvimento, que governava a Birmânia, manteve laços cordiais com o Vietnã e várias figuras militares birmanesas, principalmente Khin Nyunt, visitaram o Vietnã para aprender com os sucessos das reformas econômicas do país.

### Desde 2011

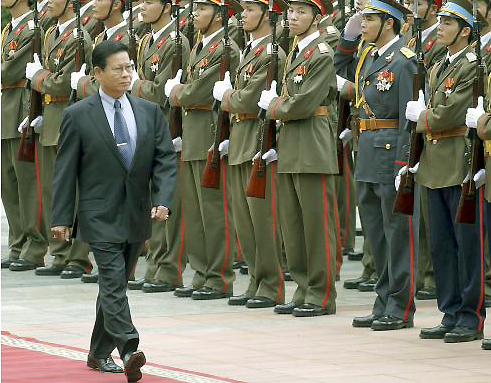
Khin Nyunt em um evento no Palácio Presidencial em Hanói, Vietnã.

As reformas políticas em Myanmar mudaram o clima político do país, e o Vietnã tornou-se um participante ativo. Embora a China, a Índia e a Tailândia permaneçam como investidores tradicionais em Myanmar, várias empresas vietnamitas, como a Viettel e o Hoang Anh Gia Lai Group, aumentaram suas atividades no país. A Viettel se tornou um dos cinco maiores investidores em telefonia em Myanmar, enquanto a Hoang Anh Gia Lai  também se tornou um investidor de destaque.
Os dois países estão se engajando em cooperações maiores e mais significativas.Recentemente, a cooperação militar entre os dois países também está aumentando. O governo vietnamita, por meio da Viettel, de propriedade militar, forneceu armas e equipamentos, além de enviar oficiais militares para treinar soldados birmaneses da Tatmadaw para combater rebeldes em meio ao conflito civil de Myanmar.